# Konklawe 1276 (Innocenty V)
Konklawe 21-22 stycznia 1276 – pierwsze w historii konklawe w prawnym znaczeniu tego słowa. Odbyło się po śmierci Grzegorza X i zakończyło wyborem Innocentego V, pierwszego papieża z zakonu dominikanów.

## KonstytucjaUbi periculum
Papież Grzegorz X, wybrany w 1271 po prawie trzyletniej sediswakancji, w 1274 na Soborze Lyońskim II ogłosił konstytucję Ubi periculum, która ustanawiała instytucję konklawe jako sposób wybierania papieży. Stanowiła ona, że kardynałowie obecni przy śmierci papieża mają czekać jedynie 10 dni na przybycie pozostałych. Po upływie tego czasu muszą przystąpić do wyboru w mieście, w którym papież umarł, a jeśli nie jest to możliwe, w najbliższym dogodnym miejscu. Na czas konklawe wszyscy elektorzy muszą przebywać w zamknięciu w budynku, w którym odbywa się konklawe (dokument zalecał, by był to miejscowy pałac biskupi lub klasztor), z zakazem jakichkolwiek kontaktów ze światem zewnętrznym. Jedyny wyjątek dotyczył sytuacji, gdy któryś z elektorów musiałby opuścić zgromadzenie z powodu choroby. W przypadku, gdyby kardynałowie nie wybrali papieża w ciągu trzech dni, stopniowo miały być ograniczane racje żywnościowe dla nich. Ponadto w trakcie sediswakancji kardynałom nie przysługiwała żadna władza do podejmowania jakichkolwiek decyzji oprócz wyboru nowego papieża i spraw nie cierpiących zwłoki. Kardynałowie nie mogli też w tym czasie korzystać ze swoich dóbr, lecz musieli oddać je pod pieczę kamerlinga. Ponadto konstytucja zawierała szereg innych, bardziej szczegółowych norm o charakterze proceduralnym, a także liturgicznym.
Przypadki zamykania kardynałów w celu zmuszenia ich do dokonania szybkiego wyboru miały już miejsce w przeszłości. Niekiedy nawet klauzura ta miała charakter dobrowolny, a nie przymusowy. Formalnie jednak nie miało to żadnej podstawy prawnej. Dopiero papieskie elekcje odbywające się na podstawie konstytucji „Ubi periculum” mogą być uznawane za konklawe w prawnym znaczeniu tego słowa.

## Śmierć Grzegorza X
Papież Grzegorz X zmarł w Arezzo 10 stycznia 1276, podczas podróży powrotnej z Francji do Rzymu. Towarzyszyło mu dwunastu kardynałów, jednak przy jego śmierci obecnych było zaledwie trzech, gdyż papież polecił pozostałej dziewiątce kontynuowanie podróży bez oczekiwania na jego wyzdrowienie. Po jego zgonie jednak, kardynałowie ci musieli powrócić do Arezzo w ciągu dziesięciu dni, zgodnie z konstytucją „Ubi periculum”. Jest mało prawdopodobne, by na konklawe byli w ogóle wzywani kardynałowie Simon de Brion, który pozostał we Francji jako legat, oraz kardynałowie Giovanni Gaetano Orsini i Riccardo Annibaldi, którzy w ogóle nie towarzyszyli Grzegorzowi X i pozostali w Lacjum.

## Lista uczestników
Grzegorz X zmarł 10 stycznia 1276 roku w Arezzo. W chwili jego śmierci Kolegium Kardynalskie liczyło 15 kardynałów. W konklawe wzięło udział 12 spośród nich:
- Pedro Julião Reboli (nominacja kardynalska: 3 czerwca 1273) – kardynał biskup Tusculum; prymas Świętego Kolegium Kardynałów
- Vicedominus de Vicedominis (3 czerwca 1273) – kardynał biskup Palestriny
- Pierre de Tarentaise OP (3 czerwca 1273) – kardynał biskup Ostia e Velletri; penitencjariusz większy
- Bertrand de Saint-Martin OSB (3 czerwca 1273) – kardynał biskup Sabiny; komendatariusz kościoła prezbiterialnego S. Marcello
- Simone Paltineri (24 grudnia 1261) – kardynał prezbiter Ss. Silvestro e Martino; protoprezbiter Świętego Kolegium Kardynałów
- Ancher Pantaleon (31 maja 1262) – kardynał prezbiter S. Prassede
- Guillaume de Bray (31 maja 1262) – kardynał prezbiter S. Marco; kamerling Świętego Kolegium Kardynałów
- Ottobono Fieschi (23 grudnia 1251) – kardynał diakon S. Adriano; archiprezbiter bazyliki liberiańskiej
- Giacomo Savelli (24 grudnia 1261) – kardynał diakon S. Maria in Cosmedin; komendatariusz kościoła prezbiterialnego S. Anastasia
- Goffredo da Alatri (24 grudnia 1261) – kardynał diakon S. Giorgio in Velabro
- Uberto Coconati (24 grudnia 1261) – kardynał diakon S. Eustachio
- Matteo Orsini Rosso (31 maja 1262) – kardynał diakon S. Maria in Portico

Siedmiu elektorów mianował Urban IV, czterech Grzegorz X, a jednego Innocenty IV.

### Nieobecni
Trzech kardynałów było nieobecnych:
- Simon de Brion (24 grudnia 1261) – kardynał prezbiter S. Cecilia; legat papieski we Francji
- Riccardo Annibaldi (29 maja 1238) – kardynał diakon S. Angelo in Pescheria; protodiakon Świętego Kolegium Kardynałów; archiprezbiter bazyliki watykańskiej
- Giovanni Gaetano Orsini (28 maja 1244) – kardynał diakon S. Nicola in Carcere Tulliano; komendatariusz kościołów prezbiterialnych S. Crisogono i S. Lorenzo in Damaso; inkwizytor generalny Świętego Oficjum Inkwizycji

Po jednym z nich mianowali Grzegorz IX (Annibaldi), Innocenty IV (Orsini) i Urban IV (de Brion).

## Wybór Innocentego V
Zgodnie z postanowieniami konstytucji „Ubi periculum” 20 stycznia 1276 dwunastu kardynałów zgromadziło się w pałacu biskupim w Arezzo. Już w pierwszym głosowaniu (scrutinium) następnego dnia jednogłośny wybór padł na kardynała Pierre de Tarentaise, byłego arcybiskupa Lyonu i jednego z głównych organizatorów niedawnego Soboru w tym mieście. Elekt przybrał imię Innocenty V i 22 lutego został uroczyście koronowany w bazylice watykańskiej w Rzymie.